# Vesre
El vesre, verse o verre («revés», en forma invertida) es un mecanismo de formación de palabras que consiste en la permutación o metátesis de las sílabas de un vocablo. En su variante rioplatense se trata de una jerigonza utilizada a lo largo de buena parte de los territorios argentino y uruguayo tras ser popularizada por los tangueros a principios del siglo XX.

## Historia
En la obra Romances de germanía de varios autores, editada en 1609 por Juan Hidalgo, ya aparecen vocablos en vesre, lo que indica su vieja data.
En cuanto forma de jerigonza, su función ha sido inicialmente cierto grado de complicidad al dificultar –al menos mínimamente– lo expresado en vesre a alguien extraño al endogrupo. Ahora bien, como el vesre puede ser bastante fácilmente "decodificado" en poco tiempo por un oyente habitual, su función lingüística actual es la de una coloquialidad que supone un fuerte grado de confianza (aunque en los medios masivos de comunicación esta coloquialidad se transforma en una pseudoconfianza en la cual se implica a la audiencia).
En el Río de la Plata el hablar al vesre comenzó en el último cuarto del siglo XIX y, como recurso jocoso, fue utilizado por los sainetistas, autores teatrales y poetas populares entre 1910 y 1940.
Al ser empleado por toda la población el vesre ha dejado de ser un sociolecto y un cronolecto, siendo frecuentes frases como «el que te jedi» (el que te dije), muy usada para aludir a un sujeto tácito que no se quiere nombrar, en muchos casos por considerárselo portador de problemas o incluso de infortunio. Aunque según algunos autores el vesre no es lunfardo, lo cierto es que muchos términos en lunfardo también corresponden al vesre.

## Formación de las palabras
Algunos vesre o vesreísmos, que son irregulares, no aplican totalmente la regla de inversión para permitir una adaptación fonética. Así, mientras que ocurre una inversión silábica en palabras como bacán (adinerado o bueno) que se convierte en camba, en otras la metátesis no es exactamente una inversión silábica; por ejemplo, trabajo da jotraba y gallego da yoyega (yoyega por su parte tiene un sentido traslativo, por metonimia, ya que si inicialmente era el gentilicio gallego en vesre, luego ha pasado a significar a todo español o a toda persona con muy evidentes linajes españoles). Asimismo, en ciertas ocasiones una palabra se somete al vesreamiento según más de una fórmula: trabajo → jotraba, batrajo.
En algunos casos, se suprime una letra para que la palabra cumpla con las reglas del idioma castellano, tal es el caso de zapi que es el vesre de la palabra pizza.
A veces algunas combinaciones afortunadas permiten un doble juego: colimba (soldado conscripto) sería el vesre irregular de milico pero también indica COrre, LIMpia y BArre.
En otras la inversión silábica deriva luego en otra palabra: la inversión de cinco, o sea cocin, pasa a ser cocinero para indicar ese número.
En algunas ocasiones, el término en vesre cambia parcialmente su significado; por ejemplo hotel se transforma en telo, que es un albergue transitorio. La evolución de las palabras del vesre suele ser bastante frecuente en el tiempo.

## Ejemplos
- al dope: al pedo (inútilmente)[5]
- choborra: borracho
- colimba: milico (lunfardo por ‘hombre militar’); en realidad, colimba no se refiere a un militar sino a un conscripto. También según Ricardo Iorio se refiere al colimba como el que "COrre, LImpia y BArre". Además, el vesre correcto de «milico» sería colimi.
- dobolu o dolobu: boludo
- dorapa: parado
- feca: café
- garpar: pagar
- gotán: tango
- grone: negro
- jermu: mujer (esposa)
- jeropa: pajero
- jovata: vieja (mujer anciana), nunca un objeto viejo; si se refiere a la propia madre, se dice "mi vieja". "Mi javie" está en desuso.
- jovato: viejo (hombre anciano), nunca un objeto viejo; si se refiere al propio padre, se dice "mi viejo". "Mi jovie" está en desuso.
- lompas: pantalones
- mogra: gramo (solamente de cocaína)
- ñoba: baño
- ortiba: batidor (delator), mala persona; proviene del vesre ortibar (‘batir’, que en lunfardo significa denunciar o delatar)[6]
- orto o toor: culo, de culo roto. La coincidencia de recto, intestino, con el prefijo prefijo griego orto-, que significa recto (ya sea correcto o perpendicular) ha dado una falsa etimología.
- rioba: barrio
- sarparse: pasarse (exagerar, hacer algo fuera de lo común, actuar brillantemente, etc.). No está relacionado con el verbo «zarpar», así que se escribe «se sarpó» y no «se zarpó»[6]
- sope: peso
- telo: hotel
- tombo: botón, lunfardo por vigilante (policía) o civil delator
- tordoc o tordo: doctor
- troesma: maestro
- trompa: patrón
- yorugua: uruguayo[7]

## Neologismos
El intento de generar una nueva palabra (es decir, un neologismo)  en vesre, hecho que es casi siempre fácil de realizar, no suele ser exitoso, ya que requiere la inmediata comprensión del oyente y su difusión y aceptación en un círculo más extenso; la difusión y aceptación suele estar dada muchas veces por la sonoridad del neologismo en vesre, la recordabilidad (por su pronunciación) del neologismo e incluso el efecto humorístico que la sonoridad del neologismo posea.

## Variantes
El vesre es análogo al verlan francés, al back slang (inversión por letras) londinense y al binaliktad del tagalo.
Otras jergas en castellano similares son el malespín usado en Centroamérica, especialmente en Costa Rica, el vesre chileno, el caló mexicano, la revesina panameña o el vesre peruano.

## El vesre en la cultura argentina

### Poesía
Fragmento de Boleta del poeta tanguero Enrique Cadícamo:

Fue mi gran amigo espianta-cartera,

que al darle confianza se pasó de rana:

me espiantó la nami (trompa de una timba)

y encima de ortiba me batió la cana.

Traducción de los términos lunfardos: 
- «boleta», en el contexto significa muerto, asesinado («hacer la boleta», «hacer boleta» o «boletear» significa matar);
- «espiantar», irse, quitar, de modo que «espianta-cartera» significa aquí al carterista, al que roba furtivamente billeteras;
- «rana», sujeto avispado, astuto;
- «trompa», patrón;
- «timba», juego de azar, lugar donde se juega por azar y por extensión actividades financieras poco honestas;
- «batir», delatar; «cana», policía; «batir la cana», delatar.

En este fragmento del poema podemos encontrar varias palabras en vesre, como
trompa, por patrón; nami, por mina (mujer, muchacha en lunfardo) y ortiba (originalmente dortiba) por batidor, es decir soplón, delator.
En otros casos se emplea el vesre como un recurso para forzar una rima.

### Misceláneas
Un célebre uso del vesre se pudo ver en julio de 2010, cuando Diego Armando Maradona renunció a la conducción técnica de la Selección Argentina de Fútbol. En la conferencia de prensa, efectuada en el restaurante El Mangrullo, Maradona espetó «La lista que me pidió Grondona, que yo se la di, era un tocuén» y, acto seguido, aclaró que «tocuén es cuento».
Una frase recordada es la utilizada en un fragmento de Los Tolimenses, grupo cómico-musical Colombiano: "-Mi compadre iba por un camellón y había un tigre, y me dije: ¿cómo le aviso al compadre para que el tigre no entienda?, entonces le hablé en jeringonza. -¿En jeringonza? y ¿qué le dijo busté? - Le dije: ¡drecompa, no se tame puel mellonca porque se lo meco el greti! (compadre, no se meta por el camellón porque se lo come el tigre) - ¿Y qué pasó? - ¡Que el compadre no entendió y el tigre sí entendió y siempre se lo hartó!".